# Inazo Nitobe
Inazo Nitobe (japonès: 新渡戸稲造, Nitobe Inazō) (Morioka, Província de Mutsu, (avui Prefectura d'Iwate), Imperi Japonès, 1 de setembre de 1862 - Victoria, Colúmbia Britànica, Canadà, 15 d'octubre de 1933) va ser un escriptor, professor, polític, diplomàtic i quàquer japonès.

## Biografia
Va néixer en un clan samurai, el seu besavi era un estrateg militar i practicà diverses arts marcials, igual que el pare de Nitobe, que ensenyà al seu fill les tècniques del kenjutsu, jiujitsu i sojutsu. Estudià a Sapporo a una escola d'agricultura, a la Universitat Imperial de Tòquio relacions internacionals, als Estats Units a la Universitat Johns Hopkins i a diverses universitats alemanyes. Durant les dues primeres dècades del segle xx va treballar com a professor de dret a les universitats de Kyoto i Tòquio. Quan va emmalaltir a l'edat de 37 anys, escrigué la seva obra més reeixida: Bushido: The Soul of Japan (1905).
El 1920 fou nomenat sotssecretari de la Societat de Nacions, en qualitat de la qual cosa va prendre part al tretzè Congrés Mundial de l'Esperanto, celebrat a Praga el 1921. Posteriorment, presentà a l'Assemblea de la Societat de Nacions un informe sobre l'estat de l'esperanto al món, recomanant-ne la promoció com a eina per superar les barreres lingüístiques, que ell veia com una amenaça a la pau mundial. Tot i que comptava amb el suport d'un bon nombre de delegats, la idea no prosperà per l'oposició francesa.
Durant els anys 1930 i fins a la seva mort va ser molt crític amb el militarisme del Japó. Aprofitant la seva experiència internacional, intentà intervenir en el conflicte entre Estats Units i Japó i contribuir a la distensió de les relacions entre els dos països.
En l'actualitat, una associació que porta el seu nom es dedica a vetllar pels drets lingüístics com una part fonamental dels drets humans.